# يوسوك ماتسوي
يوسوك ماتسوي (باليابانية: 松井佑介؛ بالكانا: まつい ゆうすけ) هو لاعب كرة قاعدة ياباني، ولد في 10 يوليو 1987 في اليابان.

## وصلات خارجية
- يوسوك ماتسوي على موقع الدوري الياباني لكرة القاعدة (الإنجليزية)
- يوسوك ماتسوي على موقعبيزبول رفرنس.كوم (الدوري الثانوي) (الإنجليزية)